# ناپل گریه می‌کند و می‌خندد
ناپل گریه می‌کند و می‌خندد (ایتالیایی: Napoli piange e ride) فیلمی در ژانر موزیکال و کمدی به کارگردانی فلاویو کالتساوارا محصول سال ۱۹۵۴ است.

## بازیگران
- لوچانو تایولی در نقش Luciano Celli
- یولا دی پالما در نقش Marisa Celli
- جنت ویدور در نقش Marcella Celli
- دانته ماجو در نقش Ciccillo
- ویتوریو سانیپولی در نقش Michele Blasi
- وینچنسو موسلینو در نقش Pietro
- ادواردو تونیلو در نقش Commendator Alberti
- Nino Milano در نقش Gaetano
- Maresa Horn در نقش Liliana
- Anna Pretolani در نقش Carmela
- انتسو ماجو در نقش The Accordionist
- Carlo Marrazzini در نقش Gaetano
- رناتو ناوارینی در نقش The Doctor